# Клоскі-Сьвіґоне
Клоскі-Сьвіґоне (пол. Kłoski-Świgonie) — село в Польщі, у гміні Кобилін-Божими Високомазовецького повіту Підляського воєводства. Населення — 39 осіб (2011).
У 1975-1998 роках село належало до Ломжинського воєводства.

## Демографія
Демографічна структура станом на 31 березня 2011 року:
|          | Загалом | Допрацездатний вік | Працездатний вік | Постпрацездатний вік |
| -------- | ------- | ------------------ | ---------------- | -------------------- |
| Чоловіки | 18      | 6                  | 8                | 4                    |
| Жінки    | 21      | 5                  | 10               | 6                    |
| Разом    | 39      | 11                 | 18               | 10                   |